# Llista de topònims de Madremanya
Llista de topònims (noms propis de lloc) del municipi de Madremanya, al Gironès
Informació actualitzada per un bot. Els canvis manuals es perdran quan s'actualitzi!

## creu de terme
| imatge | Nom                          | Ubicat a   | instància de  | Detalls | coordenades                                                           | Protecció | Commons (més fotos)          | Dades a WD                    |
| ------ | ---------------------------- | ---------- | ------------- | ------- | --------------------------------------------------------------------- | --------- | ---------------------------- | ----------------------------- |
|        | creu de terme de Millàs      | Madremanya | creu de terme |         | 41° 59′ 21″ N, 2° 58′ 16″ E / 41.9890512585465°N,2.97123086163924°E   |           | Creu de terme de Millàs      | Modifica les dades a Wikidata |
|        | creu del Pedró de Madremanya | Madremanya | creu de terme |         | 41° 59′ 36″ N, 2° 57′ 25″ E / 41.99333713783604°N,2.956953543110475°E |           | Creu del Pedró de Madremanya | Modifica les dades a Wikidata |

## disseminat
| imatge | Nom        | Ubicat a   | instància de | Detalls | coordenades                                                       | Protecció | Commons (més fotos) | Dades a WD                    |
| ------ | ---------- | ---------- | ------------ | ------- | ----------------------------------------------------------------- | --------- | ------------------- | ----------------------------- |
|        | Mas Ripoll | Madremanya | disseminat   |         | 41° 59′ 06″ N, 2° 57′ 24″ E / 41.98488103234°N,2.9566228711584°E  |           |                     | Modifica les dades a Wikidata |
|        | el Pedró   | Madremanya | disseminat   |         | 41° 59′ 44″ N, 2° 57′ 28″ E / 41.995689395502°N,2.9578229119335°E |           |                     | Modifica les dades a Wikidata |

## entitat singular de població
| imatge | Nom        | Ubicat a   | instància de                                                                   | Detalls | coordenades                                                                | Protecció | Commons (més fotos) | Dades a WD                    |
| ------ | ---------- | ---------- | ------------------------------------------------------------------------------ | ------- | -------------------------------------------------------------------------- | --------- | ------------------- | ----------------------------- |
|        | Bevià      | Madremanya | entitat singular de població                                                   | 16 hab  | 41° 59′ 48″ N, 2° 56′ 27″ E / 41.996582598821°N,2.940918773298°E 154 msnm  |           |                     | Modifica les dades a Wikidata |
|        | Madremanya | Madremanya | entitat singular de població ens local històric de Catalunya capital municipal | 221 hab | 41° 59′ 24″ N, 2° 57′ 26″ E / 41.990114°N,2.957141°E 178 msnm              |           |                     | Modifica les dades a Wikidata |
|        | Millars    | Madremanya | entitat singular de població                                                   | 31 hab  | 41° 59′ 20″ N, 2° 58′ 16″ E / 41.988944444444°N,2.9710833333333°E 112 msnm |           |                     | Modifica les dades a Wikidata |
|        | Vilers     | Madremanya | entitat singular de població                                                   | 20 hab  | 41° 59′ 24″ N, 2° 56′ 58″ E / 41.989917°N,2.949361°E 145 msnm              |           | Vilers              | Modifica les dades a Wikidata |

## església
| imatge | Nom                                                | Ubicat a   | instància de | Detalls                                                                       | coordenades                                                   | Protecció                                  | Commons (més fotos)                                | Dades a WD                    |
| ------ | -------------------------------------------------- | ---------- | ------------ | ----------------------------------------------------------------------------- | ------------------------------------------------------------- | ------------------------------------------ | -------------------------------------------------- | ----------------------------- |
|        | Sant Esteve de Madremanya                          | Madremanya | església     | Estil: arquitectura romànica arquitectura gòtica arquitectura del Renaixement | 41° 59′ 24″ N, 2° 57′ 26″ E / 41.9899°N,2.95728°E             | bé integrant del patrimoni cultural català | Sant Esteve de Madremanya                          | Modifica les dades a Wikidata |
|        | Sant Iscle i Santa Victòria del castell de Millars | Madremanya | església     | Estil: arquitectura romànica arquitectura gòtica                              | 41° 59′ 19″ N, 2° 58′ 15″ E / 41.988641°N,2.970904°E 113 msnm | bé integrant del patrimoni cultural català | Sant Iscle i Santa Victòria del castell de Millars | Modifica les dades a Wikidata |

## forn de calç
| imatge | Nom                     | Ubicat a   | instància de | Detalls                     | coordenades | Protecció                                  | Commons (més fotos) | Dades a WD                    |
| ------ | ----------------------- | ---------- | ------------ | --------------------------- | ----------- | ------------------------------------------ | ------------------- | ----------------------------- |
|        | Forn Mas Marquès        | Madremanya | forn de calç | Estil: arquitectura popular |             | bé integrant del patrimoni cultural català |                     | Modifica les dades a Wikidata |
|        | Forn de calç Ca l'Obert | Madremanya | forn de calç | Estil: arquitectura popular |             | bé integrant del patrimoni cultural català |                     | Modifica les dades a Wikidata |

## masia
| imatge | Nom                   | Ubicat a   | instància de | Detalls                     | coordenades                                                         | Protecció                                  | Commons (més fotos) | Dades a WD                    |
| ------ | --------------------- | ---------- | ------------ | --------------------------- | ------------------------------------------------------------------- | ------------------------------------------ | ------------------- | ----------------------------- |
|        | Ca l'Albaina          | Madremanya | masia        |                             | 41° 58′ 55″ N, 2° 58′ 16″ E / 41.9820350020181°N,2.97105295024567°E |                                            |                     | Modifica les dades a Wikidata |
|        | Ca l'Antoni           | Madremanya | masia        |                             | 41° 58′ 44″ N, 2° 58′ 10″ E / 41.9789092909039°N,2.96955759413547°E |                                            |                     | Modifica les dades a Wikidata |
|        | Cal Bisbe             | Madremanya | masia        |                             | 41° 59′ 18″ N, 2° 57′ 02″ E / 41.9883416556105°N,2.95046644450243°E |                                            |                     | Modifica les dades a Wikidata |
|        | Cal Calbó             | Madremanya | masia        |                             | 41° 59′ 20″ N, 2° 58′ 37″ E / 41.9888813938014°N,2.97680849015733°E |                                            |                     | Modifica les dades a Wikidata |
|        | Cal Xoriguer          | Madremanya | masia        |                             | 41° 59′ 10″ N, 2° 58′ 18″ E / 41.986061128912°N,2.97159437058246°E  |                                            |                     | Modifica les dades a Wikidata |
|        | Can Cros              | Madremanya | masia        |                             | 41° 59′ 32″ N, 2° 57′ 10″ E / 41.9920894608474°N,2.95290233119036°E |                                            |                     | Modifica les dades a Wikidata |
|        | Can Massots           | Madremanya | masia        |                             | 41° 59′ 16″ N, 2° 58′ 16″ E / 41.9876462187194°N,2.97124356663619°E |                                            |                     | Modifica les dades a Wikidata |
|        | Can Mateu             | Madremanya | masia        |                             | 41° 58′ 56″ N, 2° 57′ 47″ E / 41.9821857838336°N,2.96294092904549°E |                                            |                     | Modifica les dades a Wikidata |
|        | Can Pebrot de Millars | Madremanya | masia        | Estil: arquitectura popular | 41° 59′ 11″ N, 2° 58′ 10″ E / 41.986367°N,2.96934°E                 | bé cultural d'interès local                |                     | Modifica les dades a Wikidata |
|        | Can Quintana          | Madremanya | masia        |                             | 41° 59′ 26″ N, 2° 56′ 57″ E / 41.990529757141°N,2.94926952763607°E  |                                            |                     | Modifica les dades a Wikidata |
|        | Can Saló              | Madremanya | masia        |                             | 41° 59′ 16″ N, 2° 56′ 28″ E / 41.9878057811544°N,2.94099001038714°E |                                            |                     | Modifica les dades a Wikidata |
|        | Can Verd              | Madremanya | masia        |                             | 41° 59′ 28″ N, 2° 58′ 34″ E / 41.99101°N,2.976042°E 125 msnm        |                                            |                     | Modifica les dades a Wikidata |
|        | Mas Bosc de Dalt      | Madremanya | masia        |                             | 41° 58′ 44″ N, 2° 57′ 49″ E / 41.9788895873053°N,2.96373950878939°E |                                            |                     | Modifica les dades a Wikidata |
|        | Mas Carantony         | Madremanya | masia        |                             | 41° 58′ 58″ N, 2° 58′ 12″ E / 41.9828543447303°N,2.970014431439°E   |                                            |                     | Modifica les dades a Wikidata |
|        | Mas Casadavall        | Madremanya | masia        |                             | 41° 58′ 56″ N, 2° 58′ 13″ E / 41.9823590237175°N,2.97019573470598°E |                                            |                     | Modifica les dades a Wikidata |
|        | Mas Caterina          | Madremanya | masia        |                             | 41° 59′ 02″ N, 2° 57′ 26″ E / 41.9838319918208°N,2.95714557315121°E |                                            |                     | Modifica les dades a Wikidata |
|        | Mas Lloveres          | Madremanya | masia        |                             | 41° 59′ 03″ N, 2° 58′ 18″ E / 41.9841246845638°N,2.97157108788138°E |                                            |                     | Modifica les dades a Wikidata |
|        | Mas Marquès           | Madremanya | masia        |                             | 41° 59′ 03″ N, 2° 57′ 26″ E / 41.984033°N,2.957193°E 154 msnm       |                                            |                     | Modifica les dades a Wikidata |
|        | Mas Ripoll            | Madremanya | masia        |                             | 41° 59′ 12″ N, 2° 57′ 32″ E / 41.9866967890874°N,2.95897862793408°E |                                            |                     | Modifica les dades a Wikidata |
|        | Mas Sagrera           | Madremanya | masia        |                             | 41° 58′ 13″ N, 2° 58′ 43″ E / 41.970224°N,2.97871°E 72 msnm         |                                            | Mas Sagrera         | Modifica les dades a Wikidata |
|        | Mas Terrers           | Madremanya | masia        |                             | 42° 00′ 04″ N, 2° 56′ 51″ E / 42.0010937284119°N,2.9473653732886°E  |                                            |                     | Modifica les dades a Wikidata |
|        | Mas Torrent           | Madremanya | masia        |                             | 41° 58′ 59″ N, 2° 57′ 55″ E / 41.983101°N,2.965414°E                | bé integrant del patrimoni cultural català |                     | Modifica les dades a Wikidata |
|        | Mas Vidal             | Madremanya | masia        |                             | 41° 58′ 24″ N, 2° 56′ 46″ E / 41.9734066449372°N,2.9462294834406°E  |                                            |                     | Modifica les dades a Wikidata |
|        | Mas Vilar             | Madremanya | masia        |                             | 41° 59′ 06″ N, 2° 57′ 14″ E / 41.984902563666°N,2.95398202489632°E  |                                            |                     | Modifica les dades a Wikidata |
|        | Mas d'en Güell        | Madremanya | masia        |                             | 41° 59′ 17″ N, 2° 57′ 05″ E / 41.9880178021235°N,2.9513721300527°E  |                                            |                     | Modifica les dades a Wikidata |

## molí d'aigua
| imatge | Nom                | Ubicat a   | instància de | Detalls                     | coordenades                                                         | Protecció                                  | Commons (més fotos) | Dades a WD                    |
| ------ | ------------------ | ---------- | ------------ | --------------------------- | ------------------------------------------------------------------- | ------------------------------------------ | ------------------- | ----------------------------- |
|        | Ca l'Obert         | Madremanya | molí d'aigua |                             | 41° 59′ 47″ N, 2° 56′ 19″ E / 41.9964689746972°N,2.93863964108203°E |                                            |                     | Modifica les dades a Wikidata |
|        | Mas Vidal          | Madremanya | molí d'aigua | Estil: arquitectura popular | 41° 58′ 23″ N, 2° 56′ 45″ E / 41.973179°N,2.945931°E                | bé integrant del patrimoni cultural català |                     | Modifica les dades a Wikidata |
|        | Molí de Ca l'Obert | Madremanya | molí d'aigua | Estil: arquitectura popular |                                                                     | bé integrant del patrimoni cultural català |                     | Modifica les dades a Wikidata |

## muntanya
| imatge | Nom                   | Ubicat a                   | instància de | Detalls | coordenades                                                         | Protecció | Commons (més fotos) | Dades a WD                    |
| ------ | --------------------- | -------------------------- | ------------ | ------- | ------------------------------------------------------------------- | --------- | ------------------- | ----------------------------- |
|        | Puig d'en Llac        | Madremanya Sant Martí Vell | muntanya     |         | 41° 58′ 54″ N, 2° 55′ 35″ E / 41.9816°N,2.92651°E 418.9 msnm        |           |                     | Modifica les dades a Wikidata |
|        | Puig d'en Rafel       | Madremanya                 | muntanya     |         | 41° 59′ 20″ N, 2° 57′ 51″ E / 41.9889°N,2.96428°E 179.4 msnm        |           |                     | Modifica les dades a Wikidata |
|        | Puig de Can Llavanera | Madremanya                 | muntanya     |         | 41° 59′ 10″ N, 2° 56′ 19″ E / 41.9861°N,2.93861°E 314.4 msnm        |           |                     | Modifica les dades a Wikidata |
|        | Puig de la Magrana    | Madremanya                 | muntanya     |         | 41° 58′ 53″ N, 2° 56′ 08″ E / 41.98142222°N,2.93543028°E 274.6 msnm |           |                     | Modifica les dades a Wikidata |
|        | Puig de les Dalmaues  | Madremanya                 | muntanya     |         | 42° 00′ 21″ N, 2° 56′ 50″ E / 42.0057°N,2.94711°E 167.5 msnm        |           |                     | Modifica les dades a Wikidata |
|        | el Puig               | Madremanya                 | muntanya     |         | 41° 59′ 33″ N, 2° 57′ 57″ E / 41.99248056°N,2.96594722°E 170.7 msnm |           |                     | Modifica les dades a Wikidata |

## Misc
| imatge | Nom                                  | Ubicat a                                                                           | instància de      | Detalls                     | coordenades                                                                                              | Protecció                                            | Commons (més fotos)             | Dades a WD                    |
| ------ | ------------------------------------ | ---------------------------------------------------------------------------------- | ----------------- | --------------------------- | --- | ---------------------------------------------------- | ------------------------------- | ----------------------------- |
|        | Can Carreras                         | Madremanya                                                                         | casa              | Estil: arquitectura popular | 41° 59′ 19″ N, 2° 58′ 15″ E / 41.988533°N,2.970807°E                                                     | bé integrant del patrimoni cultural català           |                                 | Modifica les dades a Wikidata |
|        | Castell de Millars                   | Madremanya                                                                         | castell           |                             | 41° 59′ 20″ N, 2° 58′ 14″ E / 41.98888889°N,2.97055556°E 117 msnm                                        | bé d'interès cultural bé cultural d'interès nacional | Castell de Millars              | Modifica les dades a Wikidata |
|        | Font Picant de Madremanya            | Madremanya                                                                         | font              |                             | 41° 58′ 11″ N, 2° 56′ 06″ E / 41.9697018°N,2.9349296°E                                                   | bé cultural d'interès nacional                       |                                 | Modifica les dades a Wikidata |
|        | Mas Torrent                          | Madremanya                                                                         | nucli de població |                             | 41° 58′ 59″ N, 2° 57′ 41″ E / 41.983081434363°N,2.9614526576797°E                                        |                                                      |                                 | Modifica les dades a Wikidata |
|        | Pont Gran de Pedra de la Font Picant | Madremanya                                                                         | pont              |                             | 41° 58′ 25″ N, 2° 56′ 18″ E / 41.973509°N,2.93825°E                                                      | bé cultural d'interès local                          |                                 | Modifica les dades a Wikidata |
|        | Recinte emmurallat de Madremanya     | Madremanya                                                                         | muralla urbana    |                             | 41° 59′ 24″ N, 2° 57′ 26″ E / 41.9901°N,2.95724°E                                                        | bé d'interès cultural bé cultural d'interès nacional | Recinte emmurallat (Madremanya) | Modifica les dades a Wikidata |
|        | Rissec                               | Quart Sant Martí Vell Madremanya Cruïlles, Monells i Sant Sadurní de l'Heura Corçà | curs d'aigua      | Desemboca: Daró             | 41° 58′ 27″ N, 2° 53′ 43″ E / 41.974268°N,2.89536°E 41° 59′ 22″ N, 3° 02′ 32″ E / 41.989416°N,3.042146°E |                                                      | Rissec                          | Modifica les dades a Wikidata |
|        | barraca de Mas Vidal                 | Madremanya                                                                         | cabana            |                             | 41° 59′ 41″ N, 2° 57′ 48″ E / 41.994741256273°N,2.96341659552492°E                                       |                                                      |                                 | Modifica les dades a Wikidata |
|        | casa consistorial de Madremanya      | Madremanya                                                                         | casa consistorial |                             | 41° 59′ 25″ N, 2° 57′ 26″ E / 41.9902113°N,2.9572428°E                                                   |                                                      |                                 | Modifica les dades a Wikidata |
|        | serra de Millars                     | Madremanya                                                                         | serra             |                             | 41° 59′ 33″ N, 2° 57′ 56″ E / 41.99263333°N,2.96563333°E 179.4 msnm                                      |                                                      |                                 | Modifica les dades a Wikidata |